# Канатна дорога
Кана́тна доро́га — транспортувальна устава для перевезення вантажів у підвісних вагонетках, а також пасажирів у підвісних вагонах і кріслах по натягнутому між кінцевими станціями і проміжними опорами сталевому канату.

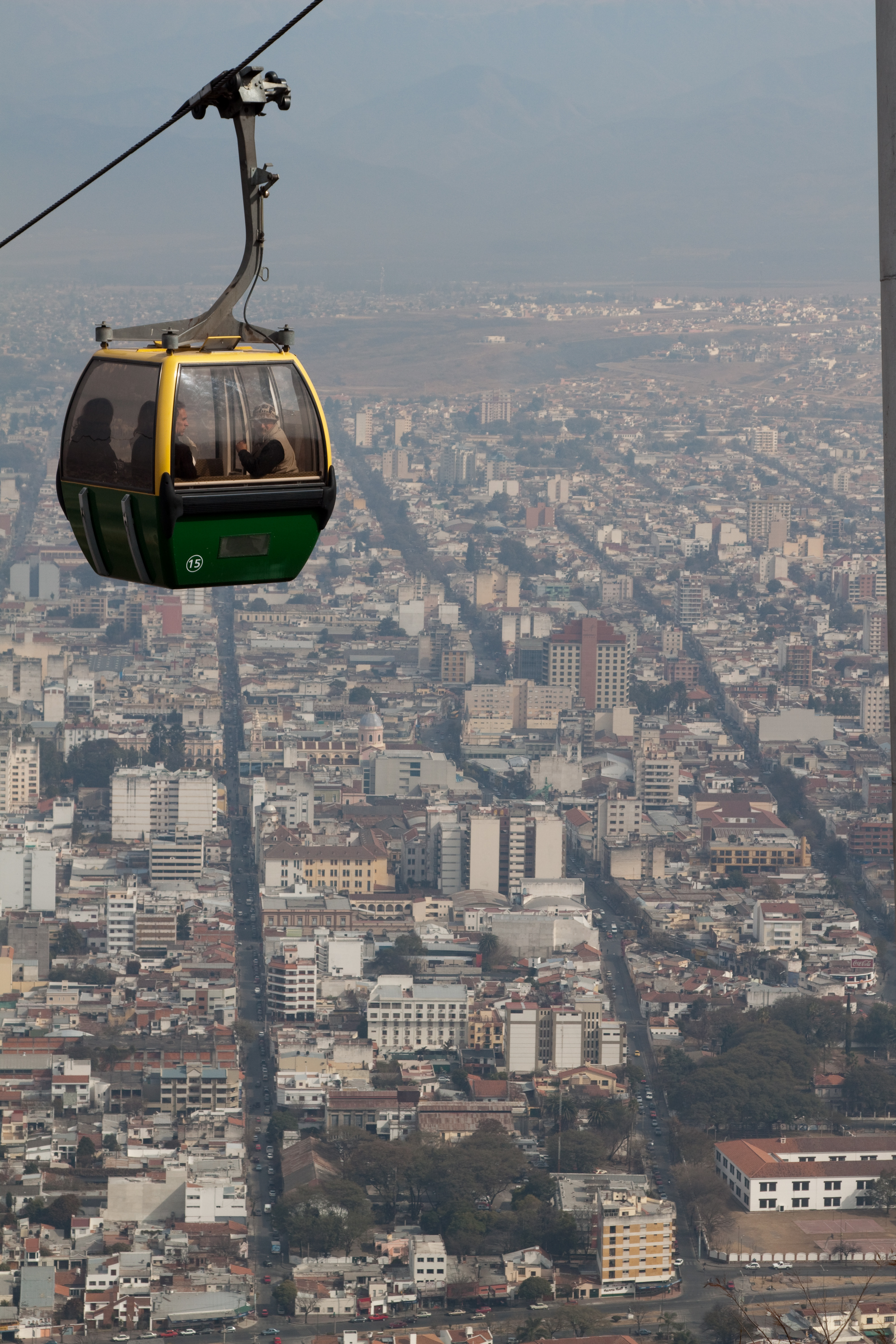
Канатна дорога

Канатні дороги будують в гірській, перетнутій і важкопрохідній місцевості, а також в містах і робочих селищах для створення найбільш економічних, найкоротших транспортних зв'язків.

## Класифікація
За призначенням розрізняють такі канатні дороги:
- вантажні
- пасажирські
- вантажопасажирські

За будовою — двоканатні і одноканатні.
За рухом канатні дороги ділять на дороги з кільцевим рухом, при якому вагони переміщаються двома паралельними лініями завжди в одному напрямі, і з маятниковим — на кожному шляху підвішено по одному вагону, який здійснює зворотно-поступальний рух між кінцевими станціями. Довжина вантажних канатних доріг практично необмежена, наприклад, канатна дорога «Крістенберг Буліден» (Швеція) для транспортування руди має довжину 96 км, а їхня продуктивність досягає 650 т/год і більше. Швидкість руху вагонеток до 5 м/сек, місткість до 3 т.

Один із відомих у Європі виробників — фірма «Adolf Bleichert & Co.»
Уніфікована моноканатна крісельна дорога: 1 — електродвигун; 2 — редуктор; 3 — приводний шків; 4 — підвісне крісло; 5 — стабілізатор; 6 — підтримуючі ролики; 7 — вантаж; 8 — канат.
Одноканатна (моноканатна) дорога — транспортний засіб, призначений для доставки людей і транспортування матеріалів прямолінійними горизонтальними і похилими виробками з кутом нахилу 25°. Працює за принципом відкатки нескінченним канатом до якого прикріплені крісла-сидіння для людей або пакети з вантажем масою до 200 кг. Канат огинає приводний і натяжний шківи і підтримується проміжними роликоопорами, закріпленими на кронштейнах у покрівлі виробки. У місцях посадки і сходу людей з моноканатних доріг передбачені горизонтальні майданчики. Для екстреної зупинки дороги вздовж всієї траси підвішено кабель-тросовий вимикач. Пропускна здатність моноканатних доріг — до 250 чол/год.
Надґрунтова дорога типу ДКН: 1 — блок; 2 — кінцева балка; 3 — підтримуючий ролик; 4 — стабілізуючі котки; 5 — буксирувальні візки; 6 — пасажирські візки; 7 — тяговий канат; 8 — привод;9 — натяжний пристрій.
Канатна дорога наґрунтова — транспортний пристрій, призначений для транспортування допоміжних матеріалів, обладнання, гірничої маси і людей дільничними гірничими виробками, що мають змінний профіль рейкових колій з похилом до 20о, у яких утруднена або неможлива локомотивна відкатка і відкатка кінцевим канатом.

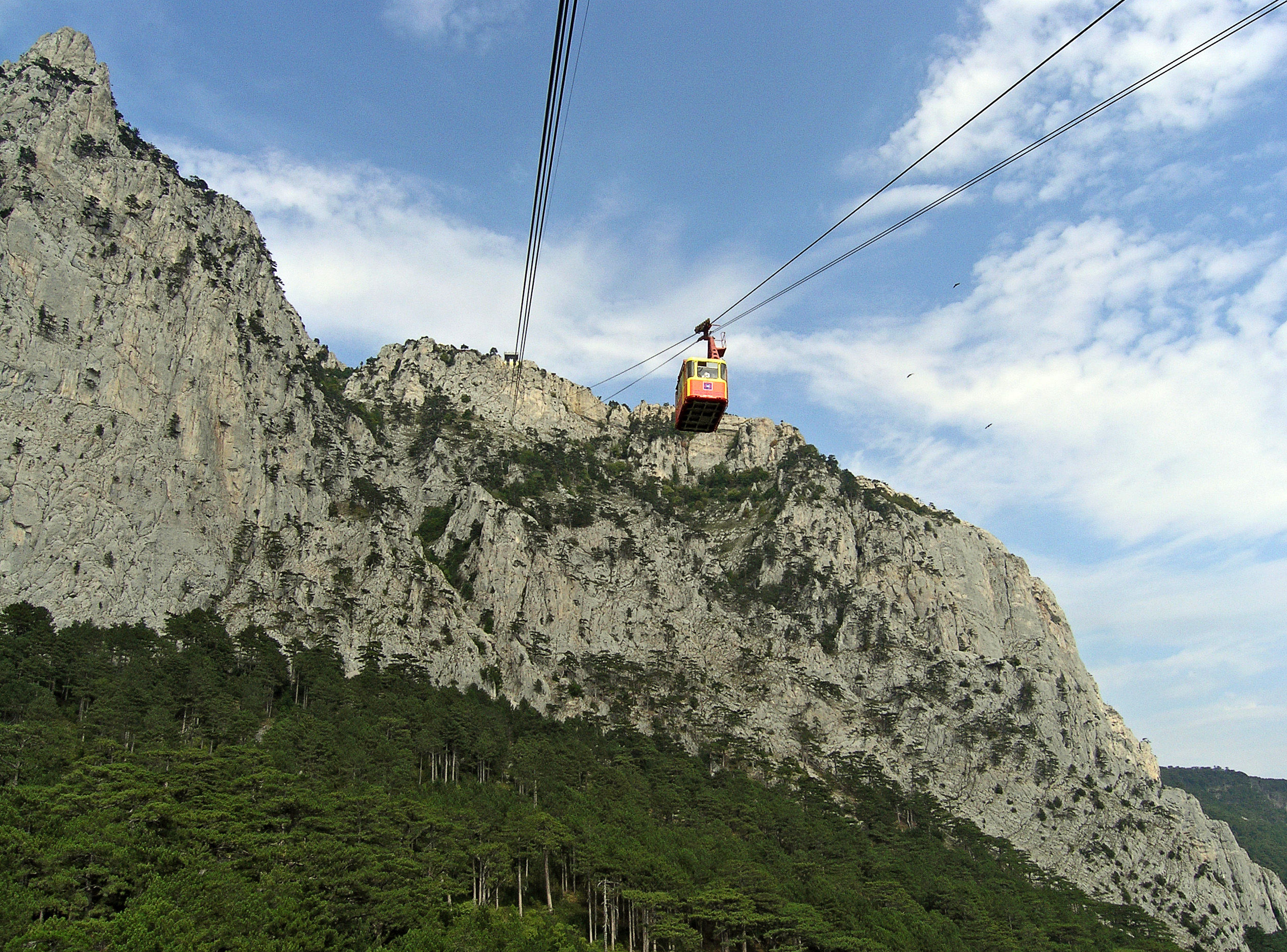
Канатна дорога на Ай-Петрі в Криму
Підйом на Ломницький штит у Словаччині
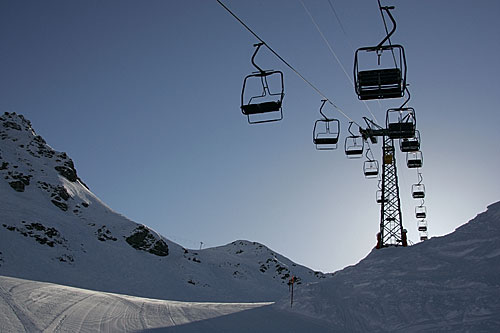
Канатно-крісельна дорога
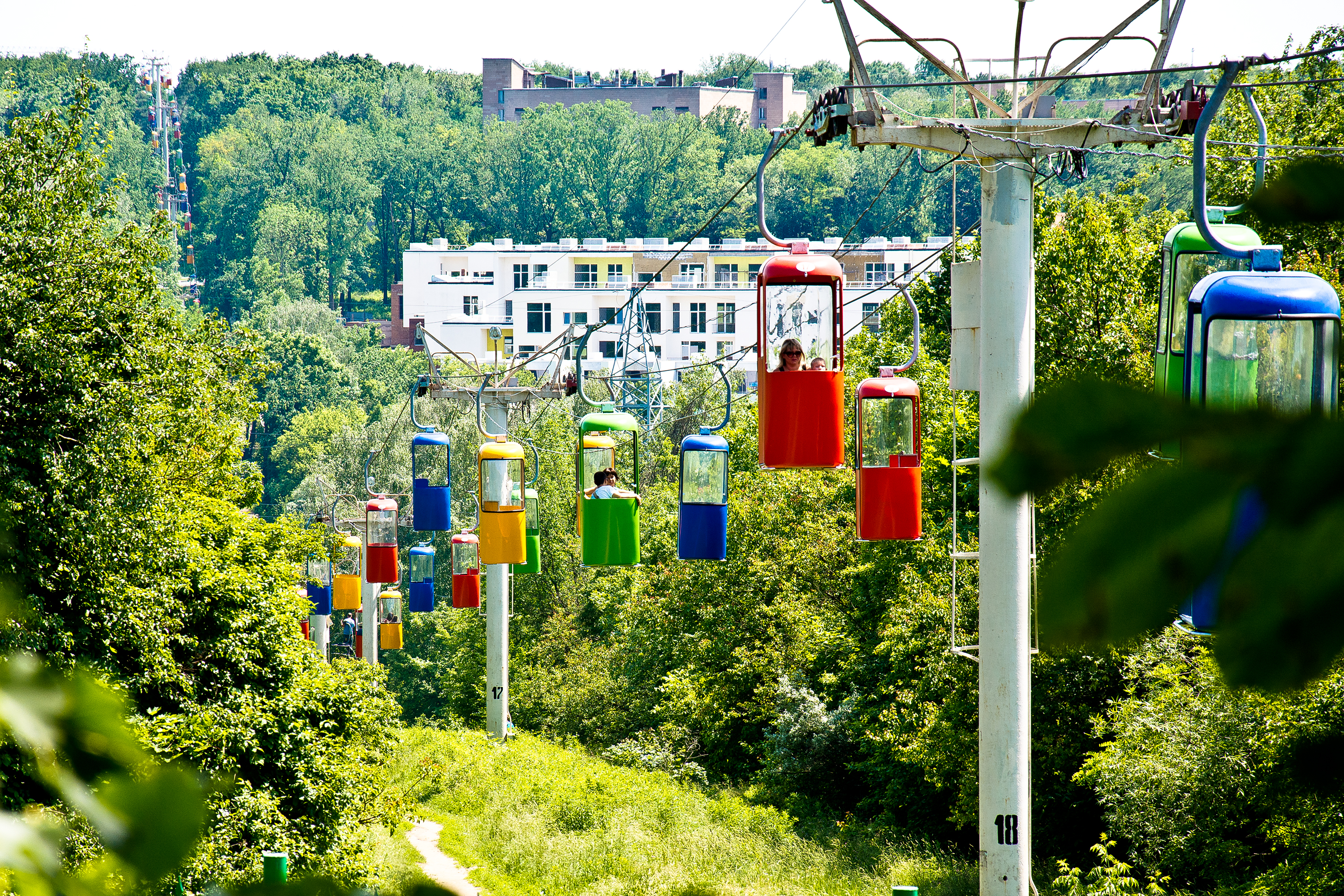
Канатна дорога
Модель канатної дороги
Горизонтальна ділянка канатної дороги

## Канатні дороги в Україні
- Лисичанська канатна дорога